# Genengsari (Polokarto)
Genengsari is een bestuurslaag in het regentschap Sukoharjo van de provincie Midden-Java, Indonesië. Genengsari telt 4521 inwoners (volkstelling 2010).